# 市場前號誌站
市場前號誌站（日语：／ Ichiba mae Shingōsho */?），是位於高知縣高知市鴨部高町，土佐電交通伊野線的號誌站。在土佐電交通的運行圖表與運輸安全員會於平成29年11月的報告書中，此號誌站名為「鴨部市場前」，而在公司內部通稱「市場前」。

## 歷史
此號誌站的前身在1954年（昭和29年），當時伊野線內開設鴨部市場前停留場（日语：／）。當時在伊野線單線區間內新設了這個可進行列車交會的電車站。由於那時是一座電車站，因此可讓乘客上落。後來在1972年（昭和47年）得到廢止認可，使電車站變成不可上落客，變成只可列車交會的號誌站。在公司內部不會形容為「號誌站」，而是形容為「交會場所」。
- 1954年（昭和29年）2月8日 - 土佐電氣鐵道鴨部市場前停留場啟用[1][3]。
- 1972年（昭和47年）10月6日 - 電車站的廢止得到認可，電車站變為市場前號誌站[1][3]，而土佐電交通稱該處的名字為「鴨部市場前」。
- 2014年（平成26年）10月1日 - 土佐電氣鐵道、高知縣交通（日语：高知県交通）和土佐電Dream Service（日语：土佐電ドリームサービス）合併，土佐電交通成立[4]。成為土佐電交通的號誌站。

## 號誌站構造
號誌站是建造在共用道路上。此號誌站是鏡川橋至伊野之間其中一處可列車交會的地方，號誌站內為雙線區間。伊野方向的下行線是直線，播磨屋橋方向的上行線是向北分支的側線。不論列車需不需要進行列車交會，進入此號誌站時需要靠左行駛。
此號誌站沒有月台。在號誌站地面書寫了「交會場所，不是電車站。」。

## 號誌站周邊
此號誌站鄰近鴨部停留場。 號誌站位處於高知縣道274號梅之辻朝倉線上，道路十分狹窄。號誌站附近設有高知銀行朝倉分店。

## 相鄰電車站
土佐電交通
伊野線
鴨部－市場前號誌站－曙町東町

## 注腳
1. 1 2 3 4  今尾惠介（監修）. . 11 中国四国. 新潮社. 2009: 60. ISBN 978-4-10-790029-6 （日语）.
2. 1 2 3 4  《土佐電鉄が走る街 今昔》40-41頁
3. 1 2  《土佐電鉄が走る街 今昔》98頁
4. ↑  上野宏人. . 毎日新聞 (毎日新聞社). 2014-10-02 （日语）.
5. ↑  服部重敬（編著）. . 山海堂（日语：山海堂 (出版社)）. 2006: 294. ISBN 4-381-01816-8 （日语）.
6. ↑  川島令三. . 【図説】 日本の鉄道. 第2巻 四国西部エリア. 講談社. 2013: 42. ISBN 978-4-06-295161-6 （日语）.
7. 1 2  川島令三.  四国篇. 草思社（日语：草思社）. 2007: 291. ISBN 978-4-7942-1615-1 （日语）.
8. ↑  名取紀之. . 編集長敬白. 鉄道ホビダス. 2014-09-02  [2017-06-06]. （原始内容存档于2018-10-26） （日语）.